# Улица Ђуре Даничића у Смедереву
Улица Ђуре Даничића је једна од најдужих у граду Смедереву. Простире се на две месне заједнице, МЗ Ладна вода и МЗ Царина. Почиње у центру града, а завршава се код цркве Светог Луке у насељу Царина.
Улица је реконструисана и обновљена 2009. године за потребе Универзијаде. У њој се налази спортски центар Смедерево, основна школа Доситеј Обрадовић, Меморијални парк... У близини улице се налази касарна, величине 11 ha, која је у власништву Републике Србије, а чији је власник Војска Републике Србије. Ова улица повезује многе делове града и једна је од главних саобраћајница. У горњем делу улице сваке године се 4. јула организује вашар. Улица је добила назив по филологу Ђури Даничићу.